# Vålerenga Fotball 2014
Questa voce raccoglie le informazioni riguardanti il Vålerenga Fotball nelle competizioni ufficiali della stagione 2014.

## Maglie e sponsor
Lo sponsor tecnico per la stagione 2014 fu Adidas, mentre lo sponsor ufficiale fu DNB. La prima divisa era composta da una maglietta blu con rifiniture rosse, pantaloncini bianchi con inserti rossi e calzettoni blu a strisce orizzontali rosse. Quella da trasferta era costituita da una maglietta bianca con inserti rossi, pantaloncini blu e calzettoni bianchi.
| Casa | Trasferta |

## Rosa
| N. |                     | Ruolo | Calciatore            |
| -- | ------------------- | ----- | --------------------- |
| 1  | Canada (bandiera)   | P     | Lars Hirschfeld       |
| 2  | Norvegia (bandiera) | D     | Niklas Gunnarsson     |
| 3  | Norvegia (bandiera) | D     | Ruben Kristiansen     |
| 4  | Norvegia (bandiera) | D     | André Muri            |
| 5  | Svezia (bandiera)   | D     | Rasmus Lindkvist      |
| 6  | Norvegia (bandiera) | D     | Simon Larsen          |
| 7  | Norvegia (bandiera) | A     | Daniel Fredheim Holm  |
| 8  | Norvegia (bandiera) | C     | Sivert Heltne Nilsen  |
| 9  | Benin (bandiera)    | A     | Sidoine Oussou        |
| 10 | Islanda (bandiera)  | A     | Viðar Örn Kjartansson |
| 11 | Norvegia (bandiera) | C     | Morten Berre          |
| 14 | Norvegia (bandiera) | C     | Herman Stengel        |
| 15 | Norvegia (bandiera) | D     | Max Bjørsvik          |
| 16 | Norvegia (bandiera) | A     | Riki Alba             |
| 17 | Norvegia (bandiera) | C     | Ghayas Zahid          |

| N. |                       | Ruolo | Calciatore          |
| -- | --------------------- | ----- | ------------------- |
| 19 | Norvegia (bandiera)   | C     | Christian Grindheim |
| 21 | Norvegia (bandiera)   | C     | Alexander Mathisen  |
| 22 | Costa Rica (bandiera) | A     | Diego Calvo         |
| 23 | Norvegia (bandiera)   | C     | Kristofer Hæstad    |
| 24 | Danimarca (bandiera)  | D     | Nicolai Høgh        |
| 25 | Norvegia (bandiera)   | C     | Markus Brændsrød    |
| 30 | Austria (bandiera)    | P     | Michael Langer      |
| 34 | Norvegia (bandiera)   | P     | Gudmund Kongshavn   |
| 35 | Norvegia (bandiera)   | D     | Kamran Ali Iqbal    |
| 36 | Norvegia (bandiera)   | C     | Mathias Blårud      |
| 37 | Norvegia (bandiera)   | D     | Ivan Näsberg        |
| 38 | Norvegia (bandiera)   | C     | Fitim Kastrati      |
| 39 | Norvegia (bandiera)   | C     | Moussa Njie         |
| 40 | Norvegia (bandiera)   | P     | Marcus Engebretsen  |
| –– | Norvegia (bandiera)   | C     | Mattias Totland     |

## Calciomercato

### Sessione invernale(dal 01/01 al 31/03)
| Arrivi           | Arrivi                | Arrivi          | Arrivi        |
| R.               | Nome                  | da              | Modalità      |
| ---------------- | --------------------- | --------------- | ------------- |
| P                | Michael Langer        | Sandhausen      | definitivo    |
| D                | Niklas Gunnarsson     |                 | svincolato    |
| D                | Ruben Kristiansen     | Tromsø          | definitivo    |
| D                | Simon Larsen          | Hønefoss        | fine prestito |
| D                | Rasmus Lindkvist      | Östersund       | definitivo    |
| C                | Sivert Heltne Nilsen  |                 | svincolato    |
| C                | Alexander Mathisen    |                 | svincolato    |
| C                | Herman Stengel        | Stabæk          | definitivo    |
| C                | Ghayas Zahid          | Ullensaker/Kisa | fine prestito |
| A                | Viðar Örn Kjartansson | Fylkir          | definitivo    |
| A                | Sidoine Oussou        | Kecskemét       | fine prestito |
| Altre operazioni |                       |                 |               |
| R.               | Nome                  | da              | Modalità      |
| A                | Chuma Anene           | Stabæk          | fine prestito |

| Partenze | Partenze              | Partenze      | Partenze      |
| R.       | Nome                  | a             | Modalità      |
| -------- | --------------------- | ------------- | ------------- |
| P        | Øyvind Knutsen        |               | svincolato    |
| D        | Joseph Baffoe         | Helsingborg   | fine prestito |
| D        | Giancarlo González    | Columbus Crew | definitivo    |
| D        | Jan Lecjaks           | Young Boys    | fine prestito |
| D        | Jan Gunnar Solli      |               | svincolato    |
| D        | Joachim Thomassen     | Sarpsborg 08  | definitivo    |
| D        | Marcel Wawrzynkiewicz |               | svincolato    |
| C        | Fegor Ogude           | Amkar Perm'   | definitivo    |
| C        | Bojan Zajić           |               | svincolato    |
| A        | Chuma Anene           |               | svincolato    |
| A        | Torgeir Børven        | Twente        | definitivo    |

### Tra le due sessioni
| Arrivi | Arrivi | Arrivi | Arrivi   |
| R.     | Nome   | da     | Modalità |
| ------ | ------ | ------ | -------- |

| Partenze | Partenze         | Partenze | Partenze   |
| R.       | Nome             | a        | Modalità   |
| -------- | ---------------- | -------- | ---------- |
| C        | Kristofer Hæstad |          | svincolato |

### Sessione estiva(dal 15/07 all'11/08)
| Arrivi | Arrivi          | Arrivi     | Arrivi     |
| R.     | Nome            | da         | Modalità   |
| ------ | --------------- | ---------- | ---------- |
| D      | Max Bjørsvik    | Nest-Sotra | definitivo |
| C      | Mattias Totland | Fana       | definitivo |

| Partenze | Partenze          | Partenze     | Partenze |
| R.       | Nome              | a            | Modalità |
| -------- | ----------------- | ------------ | -------- |
| P        | Gudmund Kongshavn | Sarpsborg 08 | prestito |
| C        | Diego Calvo       | IFK Göteborg | prestito |
| A        | Riki Alba         | Nest-Sotra   | prestito |

## Risultati

### Eliteserien

#### Girone di andata
| Arbitro: | Hagen (Grue) |

|                                     |           |  |
| Forren 22’ Bergmann Sigurðarson 29’ | Marcatori |  |

| Arbitro: | Johnsen (Tønsberg) |

|                                          |           |           |
| Kjartansson 7’, 90’ (rig.) Lindkvist 79’ | Marcatori | 37’ Olsen |

| Arbitro: | Johansen (Brevik) |

|            |           |                        |
| Fevang 44’ | Marcatori | 90’ (rig.) Kjartansson |

| Arbitro: | Helgerud (Lier) |

|                                              |           |  |
| Kjartansson 45’ Lindkvist 59’ Gunnarsson 61’ | Marcatori |  |

| Arbitro: | Berntsen (Vang) |

|                                     |           |  |
| Dja Djédjé 62’ Samuel 75’ Zajić 80’ | Marcatori |  |

| Arbitro: | Skjerven (Kaupanger) |

|                                           |           |  |
| Kjartansson 44’, 73’ (rig.) Lindkvist 79’ | Marcatori |  |

| Arbitro: | Moen (Haugesund) |

|  |           |                                                  |
|  | Marcatori | 16’ (aut.) Fontanello 31’ Larsen 66’ Kjartansson |

| Arbitro: | Johansen (Brevik) |

|                |           |                |
| Kjartansson 1’ | Marcatori | 51’ Sigurðsson |

| Arbitro: | Johnsen (Tønsberg) |

|                     |           |                             |
| Hoff 61’ Tripić 79’ | Marcatori | 15’, 90’ (rig.) Kjartansson |

| Arbitro: | Moen (Haugesund) |

|                                |           |                      |
| Lindkvist 21’ Kippe 51’ (aut.) | Marcatori | 18’ Kippe 85’ Fofana |

| Arbitro: | Staberg (Harstad) |

|                           |           |                                      |
| Grønner 32’ Lorentzen 78’ | Marcatori | 35’ Høgh 47’ Kjartansson 73’ Stengel |

| Arbitro: | Edvartsen (Hamar) |

|                                        |           |  |
| Kjartansson 18’, 32’ Fredheim Holm 40’ | Marcatori |  |

| Arbitro: | Helgerud (Lier) |

|                         |           |  |
| U. Flo 59’ Holsæter 79’ | Marcatori |  |

| Arbitro: | Edvartsen (Hamar) |

|                                 |           |                                 |
| Hagen 14’ Gunnarsson 41’ (aut.) | Marcatori | 27’ Mathisen 79’ (aut.) Eriksen |

| Arbitro: | Hagen (Grue) |

|                         |           |                              |
| Berre 57’ Grindheim 75’ | Marcatori | 5’ Søderlund 41’ Reginiussen |

#### Girone di ritorno
| Arbitro: | Moen (Haugesund) |

|  |           |                           |
|  | Marcatori | 14’ Zahid 19’ Kjartansson |

| Arbitro: | Edvartsen (Hamar) |

|                                |           |                  |
| Zahid 24’, 82’ Kjartansson 36’ | Marcatori | 22’, 67’ Brustad |

| Arbitro: | Skjerven (Kaupanger) |

|                                                          |           |                                               |
| Sigurðsson 44’ Thioune 56’ Nisja 75’, 84’ Sverrisson 90’ | Marcatori | 9’ Larsen 39’, 61’, 68’ Kjartansson 66’ Zahid |

| Arbitro: | Hagen (Grue) |

|                                  |           |                        |
| Kjartansson 50’ (rig.) Zahid 70’ | Marcatori | 54’ Breive 82’ Tokstad |

| Arbitro: | Edvartsen (Hamar) |

|                              |           |           |
| Vaagan Moen 19’ Knudtzon 73’ | Marcatori | 46’ Berre |

| Arbitro: | Moen (Haugesund) |

|                                |           |                                        |
| Zahid 10’ Kjartansson 26’, 67’ | Marcatori | 29’ Haugen 79’ Hanstveit 87’ Sævarsson |

| Arbitro: | Hafsås (Trondheim) |

|                                                |           |                              |
| M. Ndiaye 11’ Olsen 28’ Laajab 49’ (rig.), 65’ | Marcatori | 7’ Larsen 17’, 60’ Grindheim |

| Arbitro: | Berntsen (Vang) |

|                                     |           |                |
| Kjartansson 32’, 34’, 72’ Zahid 60’ | Marcatori | 48’ Cvetinović |

| Arbitro: | Hansen (Feda) |

|  |           |                           |
|  | Marcatori | 22’ Chima 69’ Gulbrandsen |

| Arbitro: | Hafsås (Trondheim) |

|                       |           |               |
| Rubio 55’ (rig.), 60’ | Marcatori | 61’ Grindheim |

| Arbitro: | Edvartsen (Hamar) |

|                               |           |           |
| Zahid 41’ Patronen 50’ (aut.) | Marcatori | 8’ Nilsen |

| Arbitro: | Moen (Haugesund) |

|                                  |           |                                |
| Helland 26’ Dorsin 45’ Malec 75’ | Marcatori | 10’ Kjartansson 19’ Gunnarsson |

| Arbitro: | Hansen (Feda) |

|           |           |                       |
| Zahid 79’ | Marcatori | 14’ Shala 32’ Storbæk |

| Arbitro: | Skjerven (Kaupanger) |

|                                             |           |            |
| James 27’ Barrantes 35’, 52’ Abdellaoue 81’ | Marcatori | 11’ Larsen |

| Arbitro: | Moen (Haugesund) |

|             |           |  |
| Stengel 40’ | Marcatori |  |

### Norgesmesterskapet
| Nordstrand 24 aprile 2014, ore 18:00 Primo turno                                                     | Nordstrand | 0 – 5 referto                                                      | Vålerenga | Nordstrand Kunstgress (2.001 spett.) |
| \| \| \| \| \| \| Marcatori \| 58’ Alba 61’ Fredheim Holm 68’, 76’ (rig.), 87’ (rig.) Kjartansson \| |            |                                                                    |           |                                      |
| |            |                                                                    |           |                                      |
| | Marcatori  | 58’ Alba 61’ Fredheim Holm 68’, 76’ (rig.), 87’ (rig.) Kjartansson |           |                                      |

| Elverum 8 maggio 2014, ore 18:00 Secondo turno                                                                 | Elverum   | 2 – 3 referto                                       | Vålerenga | Elverum Stadion (810 spett.) |
| \| \| \| \| \| Nersveen 81’ Kleiven 82’ \| Marcatori \| 53’ Fredheim Holm 80’ Heltne Nilsen 90’ Kjartansson \| |           |                                                     |           |                              |
| |           |                                                     |           |                              |
| Nersveen 81’ Kleiven 82’                                                                                       | Marcatori | 53’ Fredheim Holm 80’ Heltne Nilsen 90’ Kjartansson |           |                              |

| Arbitro: | Rafiq (Oslo) |

|                                                       |           |                  |
| Berre 16’ Heltne Nilsen 21’, 87’ Kjartansson 69’, 81’ | Marcatori | 76’ Jor 90’ Cham |

| Arbitro: | Staberg (Harstad) |

|                                     |           |                            |
| Johnsen 51’, 58’ Bentley 90’ (rig.) | Marcatori | 68’ Høgh 78’ Fredheim Holm |